# عبد الرحمن ملين

عبد الرحمن ملين (1943 - 2018)، هو مخرج أفلام مغربي. من مواليد العاصمة الرباط في 26 سبتمبر 1943، وينتمي إلى الرعيل الأول من المخرجين المغاربة، تلقى تكوينا سنة 1958 من طرف وزارة الشبيبة والرياضة وشخص مسرحية للأستاذ أحمد الطيب العلج سنة 1959 بثانوية مولاي يوسف بالرباط والتي تعد من أشهر المؤسسات التعليمية في تاريخ المغرب، وبعد حصوله على شهادة البكالوريا (شعبة الآداب العصرية) سنة 1961، سافر لإتمام دراسته الجامعية في روسيا من 1962 إلى 1968 (قسم الإخراج والتشخيص السينمائي) وهو من أوائل الخريجين من معهد السينما بموسكو، درس على يد عمالقة السينما السوفياتية من عيار ميخائيل روم، واشتغل، قبل التحاقه بالإتحاد السوفياتي سابقا، ضمن مسرح الهواة، وأجرى تداريب على أيدي مجموعة من الفنانين الفرنسيين أولا ثم على أيدي الراحل أحمد الطيب لعلج والفنانين عبد الله شقرون والطيب الصديقي ومحمد عفيفي، قبل أن يتعلم أصول مسرح الميم. وعمل في الإذاعة والتلفزيون المغربية، مباشرة بعد إنهاء دراسته في الإتحاد السوفياتي السابق حيث أخرج لفائدتها، قبل وبعد تقلده منصب رئيس مصلحة الإنتاج بالفيديو الثابت من 1974 إلى 1979، العديد من الأعمال التلفزيونية (سلسلات وأفلام وملحمات …) ، وبعد ذلك اشتغل كمخرج من الدرجة الأولى.

## وفاته
توفي يوم الاثنين 16 يوليو 2018 بمدينة الرباط، عن سن 75 عاما، وذلك بعد معاناة مع المرض.

## من أعماله
- من دار لدار (مسلسل).
- سلسلة ” صور من الحياة ” (1969) في 13 حلقة،
- سلسلة ” سيدي القاضي ” (1970 – 1972) في 14 حلقة،
- سلسلتي ” كلها وحالو ” (1974) و” الغريق ” (1980 – 1989) في 13 حلقة.
- صفحات خالدة (فيلم) في أواخر سبعينيات القرن الماضي.
- آخر طلقة (فيلم) في بداية الثمانينيات.
- نداء التحرير (فيلم) سنة 2000.
- الغريق (فيلم).
- رجل الأسفار (فيلم).
- ماء الحياة (فيلم) (1973).
- كما كتب سيناريو شريط سينمائي يحمل عنوان بن يوسف إلى عرشه (فيلم).

## جوائز وتكريم
تم تكريم المخرج، الذي ساهم في إظهار وإبراز مجموعة من الفنانين والممثلين المغاربة من الجيل الأول ومن المواهب الشابة الناشئة، في فبراير 2014 في حفل نظمته بالرباط الجمعية المغربية لخريجي الجامعات والمعاهد السوفياتية (سابقا) والغرفة المغربية لمخرجي التلفزيون وجمعية رباط الفتح.